# Пневский, Николай Вячеславович
Николай Вячеславович Пневский (14 августа 1874 год — 29 июня 1928 год) — российский и советский военачальник, генерал-майор русской императорской армии (1916).

## Биография
Православный, из дворян. Отец — капитан Вячеслав Иванович Пневский, впоследствии генерал от инфантерии. Учился в Первом кадетском корпусе, окончил в 1892 году.
31 августа 1892 года Н. В. Пневский поступил в Михайловское артиллерийское училище, выпущен в 1895 году подпоручиком в лейб-гвардии 3-ю артиллерийскую бригаду. В 1901 году окончил Николаевскую военную академию по 1-му разряду, состоял при Одесском военном округе. 26 ноября 1901 года переведён в Генеральный Штаб и назначен начальником строевого отделения штаба Керченской крепости, с 30 сентября 1902 года — начальник строевого отделения штаба Усть-Двинской крепости, с 8 мая 1903 года — обер-офицер для поручений при штабе Виленского военного округа.
Во время Русско-японской войны, с 6 декабря 1904 года подполковник Н. В. Пневский — штаб-офицер для особых поручений при штабе 20-го армейского корпуса, участвовал в боях, был ранен. За эту войну был награждён 5-ю орденами и Золотым оружием «За храбрость» (1907).
После войны Н. В. Пневский вернулся на службу в Виленский военный округ, 5 декабря 1905 года назначен штаб-офицером для особых поручений при штабе округа, с 3 января 1906 года — штаб-офицер для особых поручений при командующем войсками того же округа, с 14 апреля 1907 года — старший адъютант Одесского военного округа (до 7 декабря 1911 года). Одновременно, с 31 мая по 8 октября 1908 года отбывал цензовое командование батальоном в 14-м стрелковом полку. С 7 декабря 1911 года — командир 3-го пограничного Заамурского пехотного полка в Заамурском округе Отдельного корпуса пограничной стражи, с 14 мая 1913 года — начальник штаба 38-й пехотной дивизии, с 21 июня 1913 года — начальник отделения воздухоплавательной части Главного управления Генерального штаба (ГУГШ).
С началом Первой мировой войны Н. В. Пневский был назначен начальником штаба новой 1-й Кубанской казачьей дивизии 8-й армии, участвовал в Галицийской битве. Затем служил в 11-й армии: с декабря 1914 года — старший адъютант отделения генерал-квартирмейстера штаба армии, затем и. д. генерала для поручений при командующем армией, и. д. дежурного генерала штаба армии, с 20 августа 1915 года — и. д. генерал-квартирмейстера штаба армии.
6 мая 1916 года Н. В. Пневский был назначен начальником только что образованного Управления военного воздушного флота (Увофлот), с 7 января 1917 года — начальник штаба 3-й Туркестанской стрелковой дивизии, с 22 апреля 1917 года — командир 48-й пехотной дивизии, с 17 августа 1917 года — и. д. начальника штаба 1-й армии, с 15 по 27 декабря 1917 года — вр. и. д. командующего 1-й армией.
В апреле 1918 года Н. В. Пневский добровольно вступил в РККА, был назначен начальником Приволжского военного округа, с 1 июля 1918 года — начальник оперативного отдела Всероглавштаба, позднее — председатель Технической комиссии Центрального управления по снабжению армии, одновременно — помощник Управляющего делами РВСР.
С 9 июня по 17 октября 1919 года Н. В. Пневский — начальник штаба Южного фронта, участвовал в боях с Добровольческой армией Деникина, в том числе в Августовском контрнаступлении.
6 ноября 1919 года вернулся на должность помощника Управляющего делами РВСР.
После Гражданской войны Н. В. Пневский на той же должности, с марта 1924 года — вр. и. д Управляющего делами РВСР, с 1 апреля 1924 года — вр. и. д. помощника начальника Управления РККА, с июня 1924 года — в распоряжении начальника Управления РККА, с июля 1924 года — председатель секции снабжения, с декабря 1924 года — председатель секции применения и эксплуатации, с февраля 1926 года — председатель секции применения и снабжения, с июля 1928 года — председатель 3-й секции Научно-технического комитета Управления ВВС СССР.
Умер 29 июня 1928 года в Москве.

## Чины
- подпоручик гв. — (старшинство (ст.) 12.08.1895)
- поручик — (ст. 12.08.1899)
- штабс-капитан гв. с переименованием в капитаны ГШ (ст. 23.05.1901)
- подполковник — (ст. 06.12.1904)
- полковник — (ст. 06.12.1910)
- генерал-майор – 03.1916 (ст. 06.05.1916)

## Награды
- мечи к ордену Святого Владимира 3-й степени — 19.11.1914
- Орден Святого Владимира 3-й степени — 1914
- Орден Святой Анны 2-й степени — 26.07.1909
- Золотое оружие «За храбрость» — 12.05.1907
- Орден Святого Станислава 2-й степени с мечами — 22.04.1906
- Орден Святой Анны 3-й степени с мечами и бантом — 18.06.1906
- Орден Святого Станислава 3-й степени с мечами и бантом — 1906
- Орден Святого Владимира 4-й степени с мечами и бантом — 1905
- Орден Святой Анны 4-й степени — 1905